# John Morgan Bright

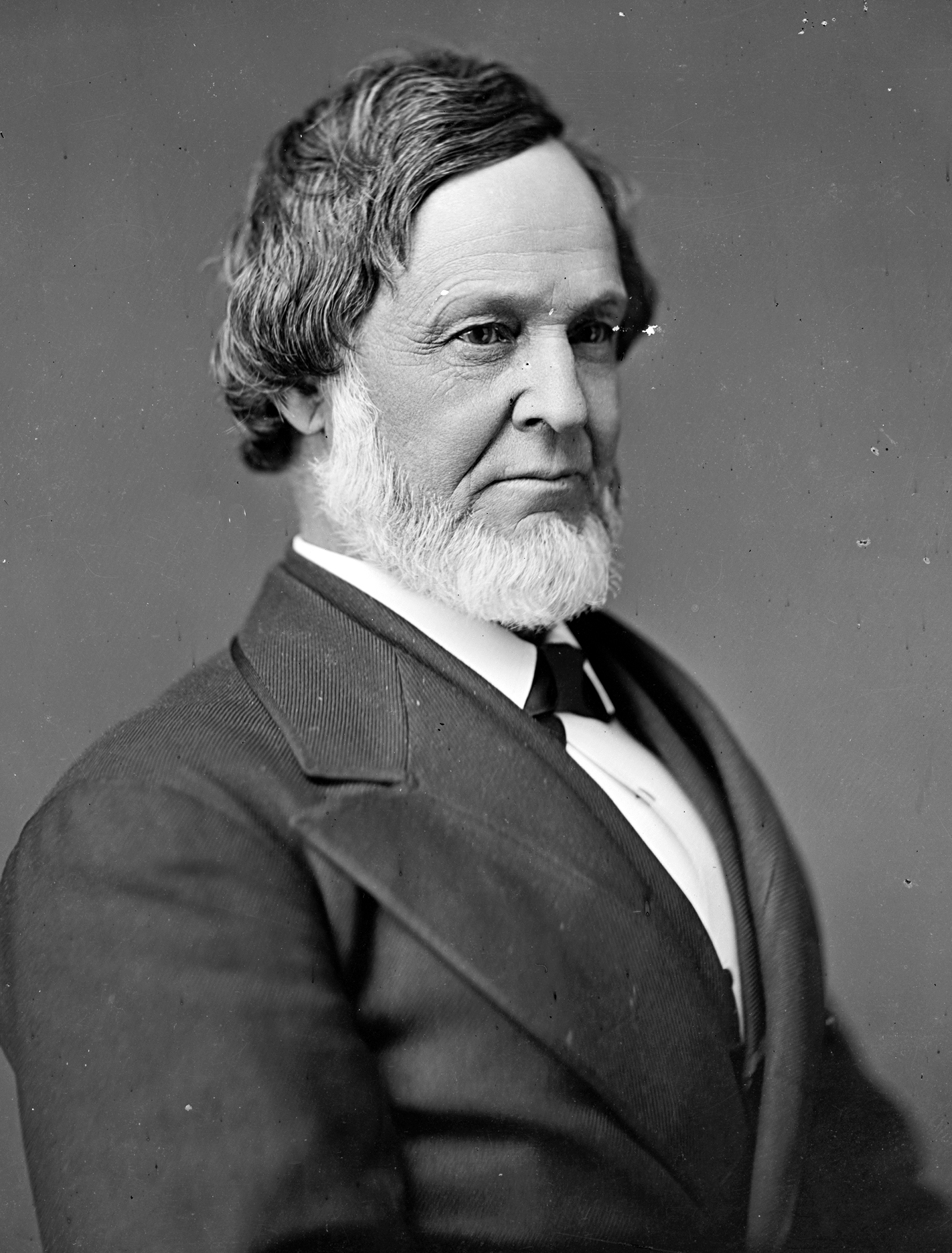
John Morgan Bright

John Morgan Bright (* 20. Januar 1817 in Fayetteville, Tennessee; † 3. Oktober 1911 ebenda) war ein US-amerikanischer Politiker. Zwischen 1871 und 1881 vertrat er den Bundesstaat Tennessee im US-Repräsentantenhaus.

## Leben
John Bright besuchte die öffentlichen Schulen in Fayetteville und die Bingham’s School in Hillsboro (North Carolina). Anschließend studierte er bis 1839 an der Nashville University. Nach einem anschließenden Jurastudium an der Transylvania University in Lexington (Kentucky) und seiner im Jahr 1841 erfolgten Zulassung als Rechtsanwalt begann er in Fayetteville in seinem neuen Beruf zu arbeiten. Gleichzeitig schlug er als Mitglied der Demokratischen Partei eine politische Laufbahn ein.
In den Jahren 1847 und 1848 saß Bright als Abgeordneter im Repräsentantenhaus von Tennessee.  Zwischen 1861 und 1865, also während des Bürgerkrieges, gehörte er dem Stab von Gouverneur Isham G. Harris an. Bei den Kongresswahlen des Jahres 1870 wurde er im vierten Wahlbezirk von Tennessee in das US-Repräsentantenhaus in Washington, D.C. gewählt, wo er am 4. März 1871 die Nachfolge von Lewis Tillman antrat. Nach vier Wiederwahlen konnte er bis zum 3. März 1881 fünf Legislaturperioden im Kongress absolvieren. Seit 1875 vertrat er dort als Nachfolger von Horace Harrison den fünften Distrikt seines Heimatstaates. Zwischen 1875 und 1881 war Bright Vorsitzender des Ausschusses, der sich mit Ansprüchen an die Bundesregierung befasste. Außerdem leitete er von 1875 bis 1877 noch den Ausschuss zur Überwachung der Ausgaben des Finanzministeriums.
Nachdem er im Jahr 1880 nicht wiedergewählt worden war, musste er am 3. März 1881 aus dem Kongress ausscheiden. In der Folge praktizierte er wieder als Anwalt. John Bright starb am 3. Oktober 1911 im Alter von 94 Jahren in seiner Geburtsstadt Fayetteville.